# Parc archéologique du Mont Sannace
Le parc archéologique du Mont Sannace est situé dans la commune de Gioia del Colle, dans la ville métropolitaine de Bari dans les Pouilles, au sommet d'une colline connue sous le nom de Mont Sannace, à environ 5 km de la ville, l'un des contreforts sud des Murge. Le site archéologique a révélé les restes d'une ancienne population, les Peucètes datant du Xe siècle av. J.-C., dont le toponyme original est inconnu (cf l'ancienne Thuriae, devenue Turi, citée par l'historien romain Tite-Live dans Ab Urbe condita libri).
De nombreuses découvertes sont exposées au musée archéologique national de Gioia del Colle, situé à l'intérieur du château normand-souabe de la ville.

## Description
Comme la plupart des centres de l'ancienne Peucezia, la ville était située là où sont satisfaits les besoins de la population ; il s'agit essentiellement du climat et de l'exposition, des possibilités de défense naturelle, de la disponibilité de terres arables et de la facilité de connexion avec d'autres centres résidentiels. Pour les Peucètes, la mer a donc peu d'attrait, elle est plutôt fonctionnelle aux besoins des villes importantes de l'intérieur des terres.
Situé au centre des Murge, le plateau en terrasses d'origine karstique qui occupe une partie des actuelles provinces de Bari et Tarente, domine le col de Gioia del Colle et est situé sur la ligne de partage des eaux entre la mer Ionienne et la mer Adriatique, dans une position stratégiquement favorable. Du sommet de la colline, qui s'élève jusqu'à 382 m d'altitude, s'étend un vaste territoire, de la mer Adriatique au nord, à la côte ionienne au sud, jusqu'aux montagnes de la Basilicate à l'ouest. 
La zone autour de la colline était particulièrement propice aux cultures agricoles, favorisée par une abondance d'eau. À cette époque, en effet, il existait un cours d'eau qui, longeant le versant nord de la colline, se jetait dans la mer Adriatique, à proximité du centre actuel de Fasano. Comme celui-ci était également navigable, il représentait une connexion rapide avec la mer et les débarcadères côtiers. En outre, plusieurs tratturo reliaient le Mont Sannace aux centres actuels de la province.
En plus de la position géographique favorable, la colline était riche d'une végétation luxuriante, constituée principalement de forêts de feuillus de chênes verts, avec une présence dense de faune sauvage, contrairement au paysage actuel, modifié par les établissements humains et les pratiques agricoles.

## Fouilles archéologiques

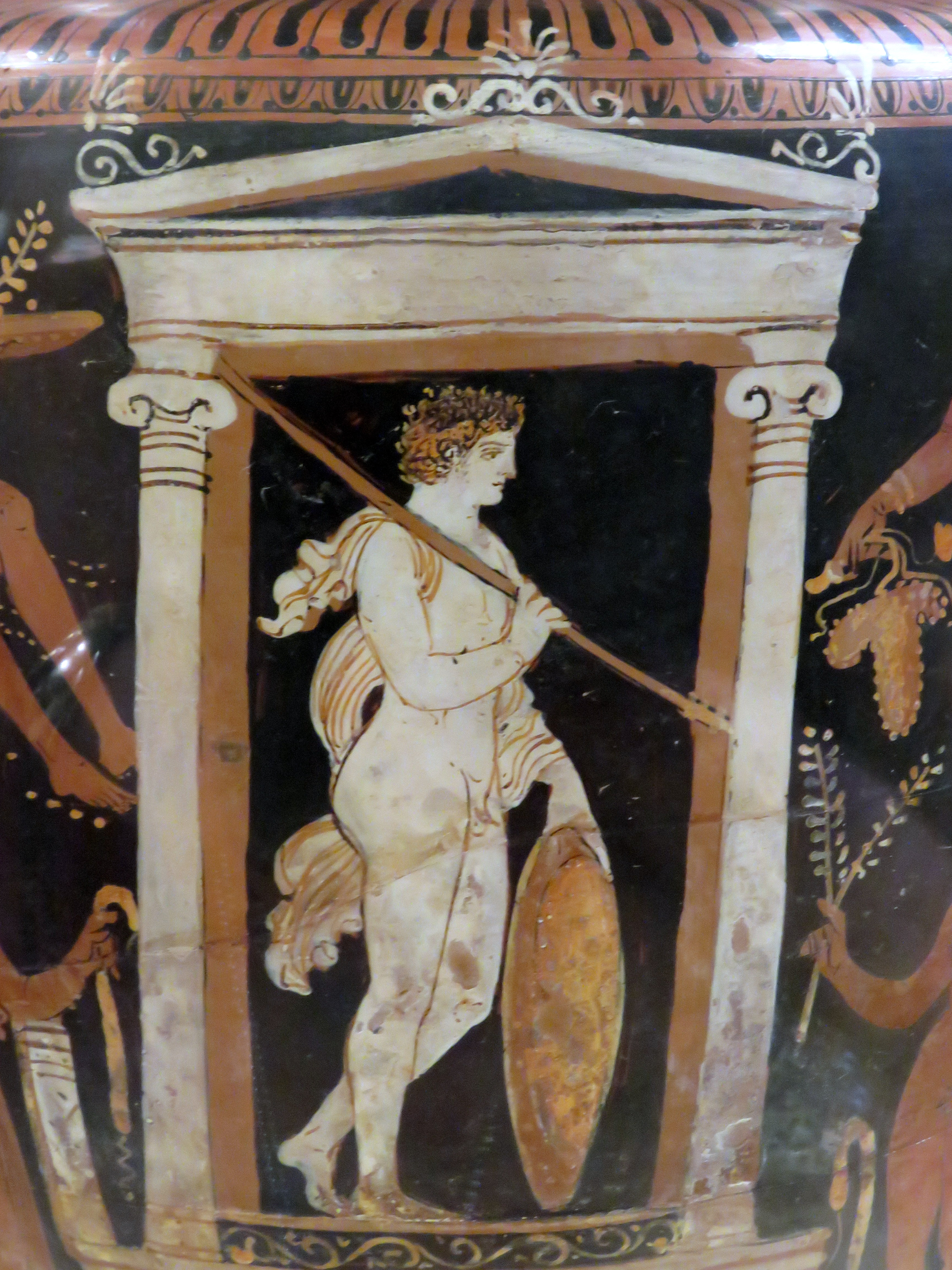
Mobilier tombe 3 - Fouilles de 1957

L'importance archéologique de la localité était connue depuis le XVIIIe siècle grâce à certains documents et à des découvertes accidentelles, pour la plupart clandestines, des agriculteurs de la région.
La première campagne régulière de fouilles archéologiques ne remonte qu'à 1929, à l'initiative de l'Organisme provincial pour la protection des monuments du Pays de Bari et dirigée par Michele Gervasio (it), alors directeur du Musée archéologique de Santa Scolastica de Bari. Les fouilles ont mis au jour quelques tombes et une partie des remparts de la ville.
En 1957, les campagnes de fouilles devinrent plus régulières sous la tutelle de la Surintendance des Antiquités des Pouilles et la direction de Bianca Maria Scarfì et se poursuivirent jusqu'en 1961. Celles-ci affectent la zone plate de l'agglomération et donc la zone de l'acropole, mettant en lumière la majorité de la ville située dans la plaine, un long tronçon de la deuxième muraille défensive avec la porte nord, de nombreuses tombes et divers bâtiments de l'acropole.

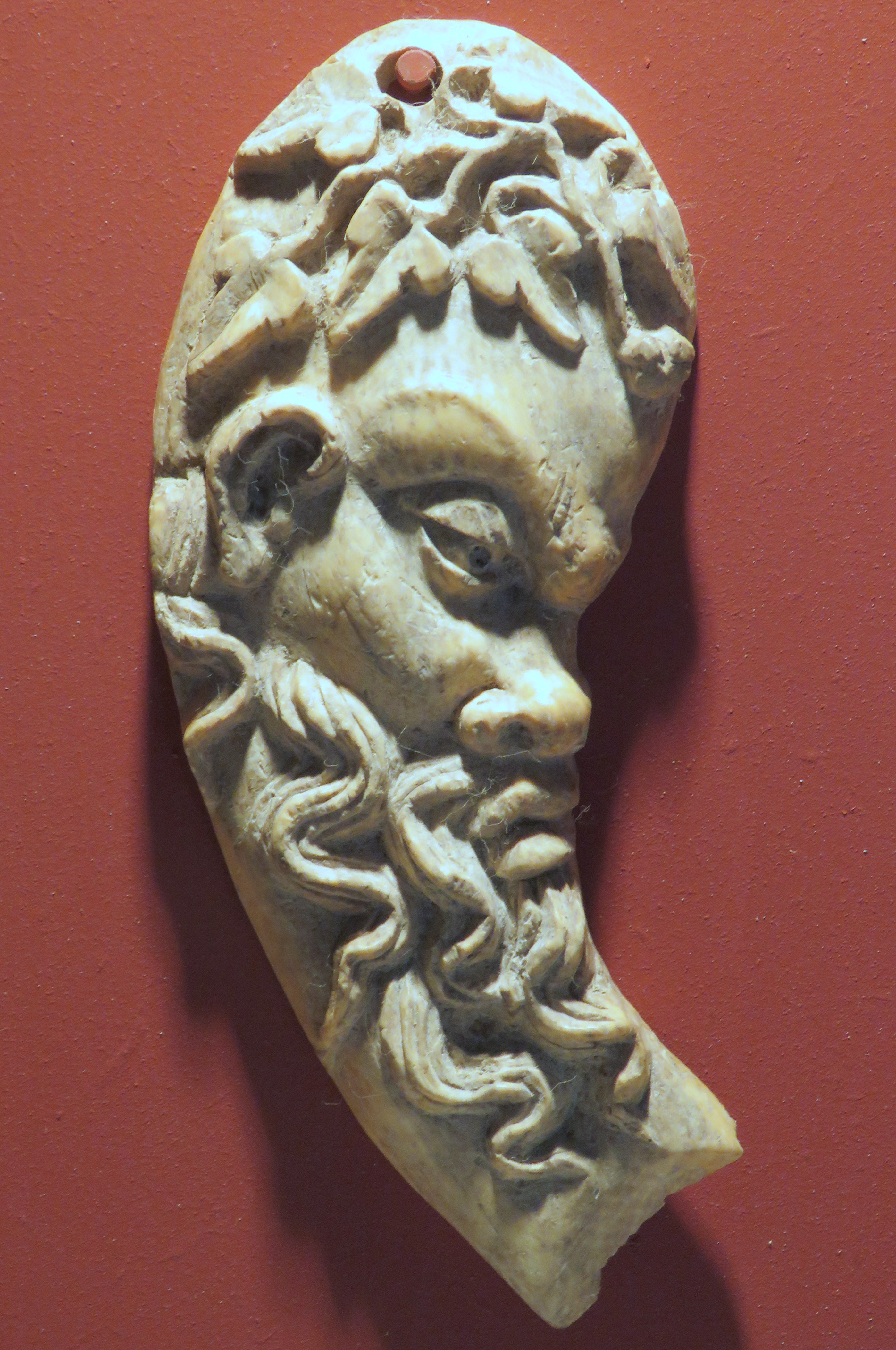
Applique en ivoire, seconde moitié du IIIe - début du Fouilles de 1978 Mont Sannace.

Une nouvelle campagne de fouilles s'effectue en 1976-1977 sous ladirection  d'Ettore Maria De Juliis. Des maisons et des tombeaux ont été mis au jour dans la zone inférieure, tandis qu'entre 1978 et 1983 des fouilles ont été effectuées dans la zone de l'acropole, mettant au jour une grande maison aristocratique, d'autres tombeaux, dont certains étaient monumentaux et ornés de fresques, une grande partie d'un édifice public et un complexe d'habitations de l'époque archaïque. Les résultats des fouilles ont été publiés en 1989. Le site archéologique a été ouvert au public en 1977 .
Depuis 1985, les interventions de la Surintendance ont visé principalement la conservation et la valorisation du site, donc avec des travaux de restauration et d'entretien des structures anciennes et des lieux dans leur ensemble, à la création de voiries intérieures et d'équipements du parc, et à la restauration d'un bâtiment rural du XIXe siècle, la masseria Montanaro, située près de l'entrée, utilisée comme centre d'accueil et d'orientation des visiteurs.
En 1994, un domaine d'activité de l'École de Spécialisation pour archéologues de l'Université de Bari a été créé sur l'acropole, comme champ d'activité pratique pour les étudiants, visant à de nouvelles découvertes et à la valorisation ultérieure du site.
Les premières traces d'habitation du site remontent au Néolithique. Cependant, la première documentation attestant d'un véritable peuplement remonte au IXe siècle av. J.-C. et dura, avec de brèves interruptions, jusqu'à la période hellénistique-romaine (environ Ier siècle apr. J.-C.).

### Fin duVIIIesiècleav. J.-C.
Au début de l'âge du fer, entre les IXe et VIIIe siècles av. J.-C., la ville était constituée d'un groupe de cabanes en paille et en torchis, au sol en terre cuite, occupant le sommet de la colline, ainsi que d'autres petits établissements disséminés dans la plaine environnante. Il s'agit essentiellement de groupes liés à l'activité agricole.

### VIIeetVIesièclesav. J.-C.

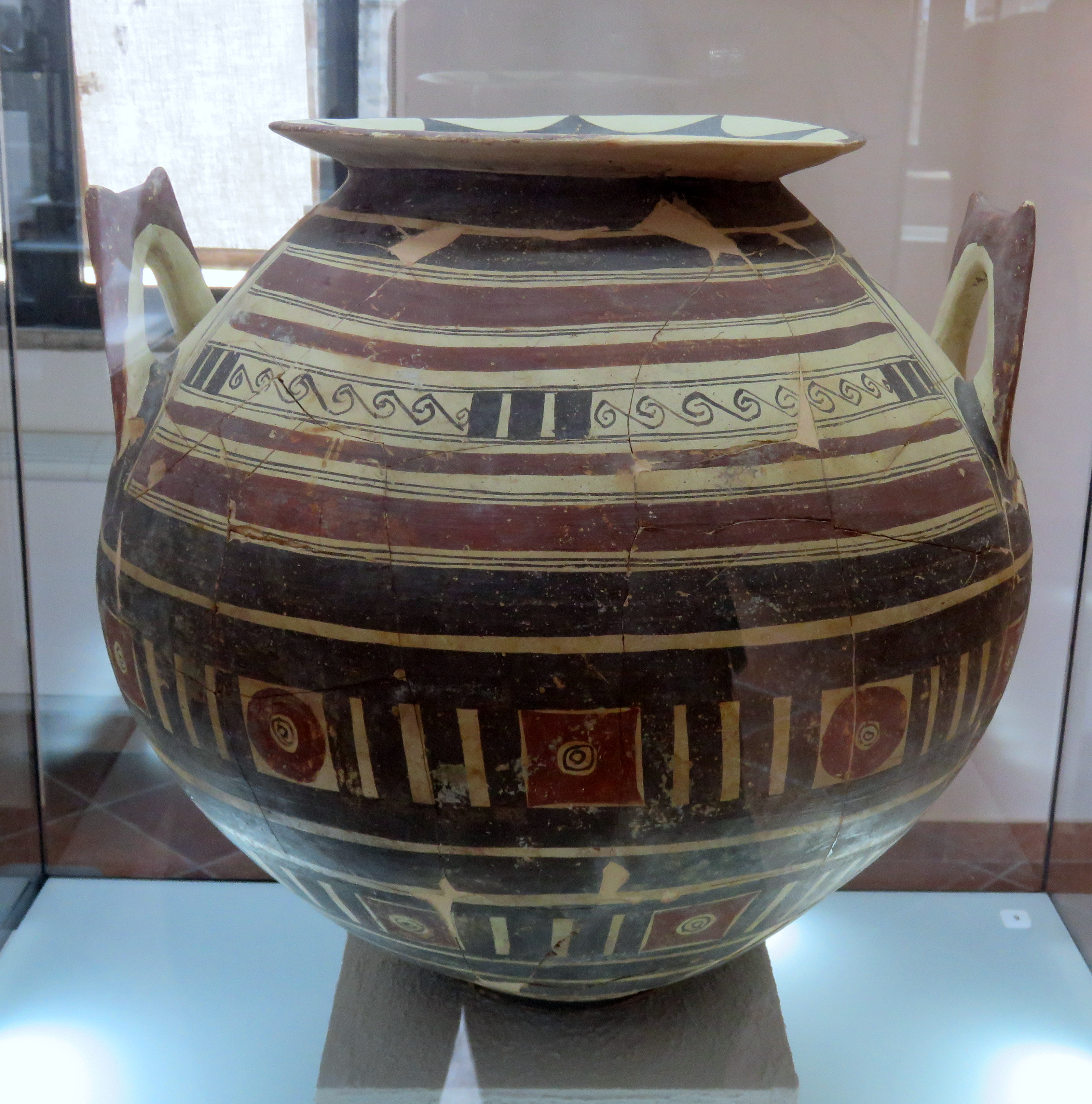
Olla géométrique peucétienne, première moitié du Monte Sannace.

Entre les VIIe et VIe siècles av. J.-C., la ville située au sommet de la colline commença à acquérir de l'importance par rapport à celles de la plaine, d'où la population se déplaçait, fonctionnelle pour l'extraction du tuf des carrières présentes dans cette zone. La ville commence à prendre un aspect urbain, probablement dotée d'un premier mur de défense, qui borde la colline. Des complexes d'habitation et des édifices publics à fonctions politiques et religieuses apparaissent, tandis que les premières relations commerciales organisées entre le monde peucétien et la Grèce, notamment avec Corinthe, s'initient. D'autres maisons et tombeaux furent construits dans la plaine à l'ouest, la ville prit désormais sa configuration actuelle, divisée en deux zones, l'acropole et la ville basse. Les bâtiments sont principalement de plan rectangulaire avec des fondations en pierre et sont enrichis dans certains cas de décorations architecturales polychromes. La structure sociale subit également les changements provoqués par les contacts avec l'hellénisme : la société du Mont Sannace, déjà au VIe siècle av. J.-C., est divisée en différentes classes sociales, comme le démontrent les différents types de tombes appartenant à cette période, et l'on assiste à une première centralisation des richesses et de la gestion du territoire par quelques petits groupes aristocratiques.

### Vesiècleav. J.-C.
La ville connut une croissance continue jusqu'au Ve siècle av. J.-C., lorsqu'une période de conflit commença, comme le reste des populations des Pouilles intérieures, pour maintenir son indépendance de la colonie de Grande-Grèce de Tarente. La période d'obscurantisme a eu des répercussions sur le déclin artistique et une quantité réduite de matériel céramique imputable à cette période, avec des importations très limitées de matériaux en provenance de Grèce.

### IVeetIIIesièclesav. J.-C.

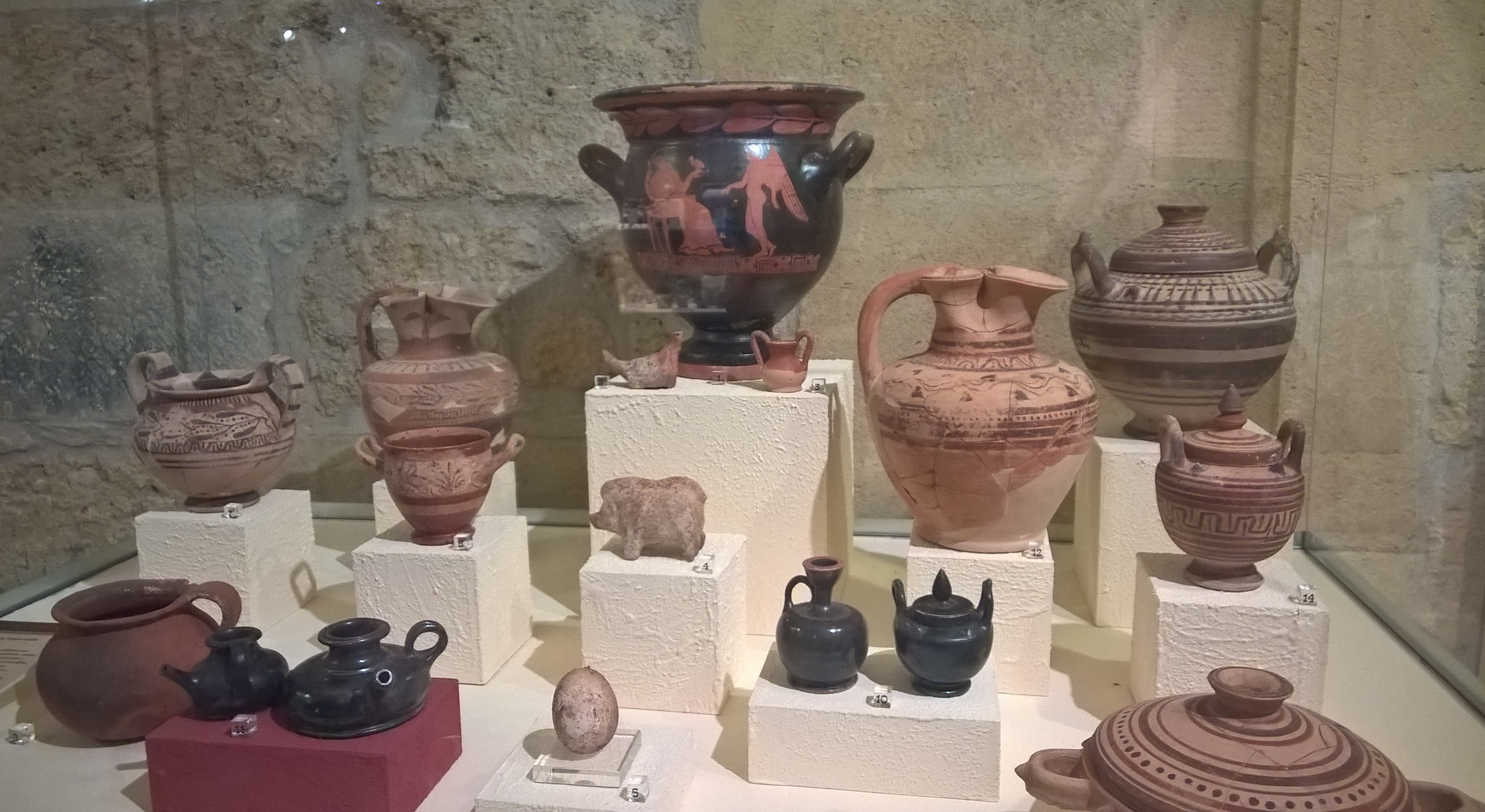
Mobilier d'une tombe du Mont Sannace.

Entre la seconde moitié du IVe et le IIIe siècle av. J.-C., la ville connut une nouvelle splendeur : les murs primitifs autour de l'acropole, constitués de blocs de pierre informes, sont renforcés par du tuf de Carparo parfaitement isodomique (1er circuit, long de 1 400 m), tandis qu'un deuxième cercle est construit pour entourer l'acropole, ville haute et ville basse (2ème circuit, long de  1 700 m) ; vers 300 av. J.-C. un troisième circuit de murailles fut construit (3ème circuit, 1 300 m de long) autour de l'acropole, pour intégrer les fortifications déjà existantes .
La ville s'agrandit encore, occupant les espaces de plaine utilisés pour le pâturage inclus dans le 2° circuit de murs et zones à l'extérieur du mur défensif, divisés en blocs répartis autour des rues. Avec l'expansion de la ville, l'acropole devient le siège d'édifices publics (un portique à colonnades qui borde le côté est de l'agora) et de résidences aristocratiques, ainsi que de tombeaux monumentaux. En outre, les découvertes archéologiques témoignent d'une hellénisation accrue de la culture, avec l'apparition d'un bilinguisme, bien que limité aux classes les plus aristocratiques.
Durant les guerres puniques (IIIe siècle av. J.-C.), la ville et les pâturages environnants étaient entourés d'un quatrième (3 900 m de long) et d'un cinquième circuits de murailles (5 500 m de long). La technique de construction rudimentaire suggère qu’elles étaient probablement liées à des besoins défensifs pressants plutôt qu’à des phénomènes d’expansion des bâtiments.
La ville fut probablement détruite vers le IIIe siècle av. J.-C., au moment de son développement maximum, comme en témoignent les découvertes archéologiques contenant des traces de la fin violente de la ville liée aux expéditions punitives des Romains contre ceux qui avaient, même indirectement, soutenu les troupes de Carthage ; il semble cependant que la ville de Monte Sannace ait maintenu une attitude neutre envers les deux puissances, ce qui n'était pas apprécié par les objectifs hégémoniques de la République romaine.

### Après leIersiècle
L'acropole fut occupée jusqu'au Ier siècle, tandis que la ville de plaine perdit de son importance dès le IIe siècle av. J.-C. Pendant la période de romanisation, le peuplement de Monte Sannace perdit de son importance : le territoire (peucezia intérieure) se trouva exclu des principales artères renforcées par les Romains. Très peu de traces témoignent de la présence de civilisations à l'époque romaine. La localité fut ensuite abandonnée et resta inhabitée pendant des siècles. Les dernières traces d'occupation remontent au Moyen Âge, lorsqu'une petite église dédiée à Saint-Ange fut construite sur la colline, dont les murs de fondation ont été identifiés dans la partie supérieure du plateau. L'église mentionnée dans un document de 1087 sera également abandonnée.